# ワールドサッカーウイニングイレブン8
『ワールドサッカーウイニングイレブン8』は、コナミ（現コナミデジタルエンタテインメント）より2004年8月5日に発売されたPlayStation 2用ゲームソフト。海外ではXbox版も発売された。

## 概要
ウイニングイレブンシリーズの1つで、実況はジョン・カビラ、解説は中西哲生が務めた。イメージキャラクターは元日本代表監督のジーコ。新たにセリエA、リーガ・エスパニョーラ、エールディヴィジの公式ライセンスを取得。本作では日本代表はフル代表だけでなくU-23も収録。マスターリーグに選手の成長と衰退の要素を追加。トレーニングモードにサッカーの初歩から教えるビギナーズトレーニングを追加。

## ワールドサッカーウイニングイレブン8 ライヴウエアエヴォリューション
2005年3月24日に発売されたウイイレ初のオンライン対応版。2005年12月15日をもってサービス（有料）は終了している。